# Milan Šteindler
Milan Šteindler (ur. 12 kwietnia 1957 w Pradze) – czeski scenarzysta, aktor i reżyser. 
Absolwent Akademii Sztuk Scenicznych w Pradze. 
Jego film z 1994 r. Dzięki za każde nowe rano zdobył Czeskiego Lwa dla najlepszego reżysera.

## Nagrody i wyróżnienia
- Czeski Lew dla najlepszego reżysera Dzięki za każde nowe rano, 1994
- Srebrny Św. Jerzy za reżyserię, Międzynarodowy Festiwal Filmowy w Moskwie, 1995[4]